# Schefflera marahuacensis
Schefflera marahuacensis är en araliaväxtart som först beskrevs av Maguire, Steyerm. och David Gamman Frodin, och fick sitt nu gällande namn av David Gamman Frodin. Schefflera marahuacensis ingår i släktet Schefflera och familjen araliaväxter. Inga underarter finns listade.